# یواس‌اس کاسین (دی‌دی-۳۷۲)
یواس‌اس کاسین (دی‌دی-۳۷۲) (به انگلیسی: USS Cassin (DD-372)) یک کشتی بود که طول آن ۳۴۱ فوت ۴ اینچ (۱۰۴٫۰۴ متر) بود. این کشتی در سال ۱۹۳۵ ساخته شد.